# Jelcz M101I
Jelcz M101I — польский автобус среднего класса, выпускавшийся компанией Jelcz в 2001—2008 годах.

## Описание
Длина автобуса Jelcz M101I составляет 10 метров. Автобус вмещает в себя 76 пассажиров, из которых 24 — сидячие. Автобус оборудован пневматическими дверьми.

## История
Автобус Jelcz M101I представляет собой сокращённый на 2 метра вариант Jelcz M121. Впервые автобус был представлен в 2000 году.
В отличие от своего старшего собрата автобус Jelcz M101I имеет обновлённые переднюю и заднюю части. Модель оснащена дизельным двигателем внутреннего сгорания Iveco 8060.45 мощностью 207 л. с. и 3-ступенчатой автоматической трансмиссией Voith D851.3. Серийное производство было запущено в 2001 году.
Также автобус планировалось оснащать дизельным двигателем внутреннего сгорания MAN D0826LUH12 (обозначение M101M), однако этот проект был признан нецелесообразным.
С 2003 года автобус оснащался дизельным двигателем внутреннего сгорания Iveco F4AE0682C мощностью 239 л. с. (Евро-3).
В 2004 году в модельный ряд включили модель с тремя дверьми и механической, шестиступенчатой трансмиссией ZF 6S-700BO.
В октябре 2006 года, в связи с вступлением в силу стандарта Евро-4, автобус начал оснащаться дизельным двигателем внутреннего сгорания Iveco F4AE3682E мощностью 264 л. с.
В 2007 году дизайн автобуса Jelcz M101I стал аналогичен автобусу Jelcz M121I. Производство завершилось в октябре 2008 года.